# Хишам Арази
Хишам Арази (на арабски: هشام أرازي) е марокански тенисист.

## Биография
Хишам Арази е роден на 19 октомври 1973 в Казабланка, Мароко. Баща му Мохамед Арази е треньор по тенис, започва да го учи на тенис, когато е на пет години. По това време семейството им живее във Франция, където се премества от Казабланка, тогава Хишам е на две години. Мохамед Арази остава наставник на Хишам през цялата му кариера, въпреки че работи и с бившия професионален тенисист Тиери Гуардиола.

## Кариера
Хишам Арази е професионално от 1993 г. до края на 2007 г. Достигна най-високо класиране в световната ранглиста на сингъл на ATP, до номер 22, на 5 ноември 2001 г. През кариерата си печели една титла на сингъл от ATP тур в Казабланка. „Мароканският магьосник“ достига два пъти до четвъртфинал на Откритото първенство на Австралия и два пъти на Откритото първенство на Франция. Постига победи над бивши номер 1 в света Роджър Федерер, Андре Агаси, Евгени Кафелников, Марат Сафин, Лейтън Хюит, Хуан Карлос Фереро, Карлос Моя и Джим Къриър.

## Кариерна статистика

#### Финали натурнири от сериите Мастърс(1)
| година | турнир              | съперник във финала | резултат      |
| ------ | ------------------- | ------------------- | ------------- |
| 2001   | Монте Карло Мастърс | Густаво Куертен     | 3–6, 2–6, 4–6 |

### ATP финали (1 титли; 3 финала)
|        | П–З | Година | Турнир               | Клас           | Настилка | Опонент          | Резултат      |
| ------ | --- | ------ | -------------------- | -------------- | -------- | ---------------- | ------------- |
| Победа | 1–0 | 1997   | Гран При Хасан Втори | Световни серии | Клей     | Франко Скилари   | 3–6, 6–1, 6–2 |
| Загуба | 1–1 | 1999   | Мерано Оупън         | Световни серии | Клей     | Фернандо Висенте | 2–6, 6–3, 6–7 |
| Загуба | 1–2 | 2001   | Монте Карло Мастърс  | Мастърс        | Клей     | Густаво Куертен  | 3–6, 2–6, 4–6 |